# Леонель Ванджіоні
Леонель Ванджіоні (ісп. Leonel Vangioni, нар. 5 травня 1987, Санта-Фе) — аргентинський футболіст, захисник клубу «Монтеррей».
Виступав, зокрема, за клуби «Ньюеллс Олд Бойз», «Рівер Плейт» та «Мілан», а також національну збірну Аргентини.

## Клубна кар'єра
Народився 5 травня 1987 року в місті Санта-Фе. Вихованець юнацької команди «Ньюеллс Олд Бойз». 4 серпня 2007 року в матчі проти «Сан-Лоренсо» він дебютував у аргентинській Прімері. У цьому ж поєдинку Леонель забив свій перший гол за «Бойз». Загалом за рідний клуб провів шість з половиною сезонів, взявши участь у 161 матчі чемпіонату.
На початку 2013 року він перейшов у «Рівер Плейт». Сума трансферу склала 1,1 млн євро. 11 лютого в матчі проти «Бельграно» Ванджіоні дебютував за нову команду. У цьому ж поєдинку він забив свій перший гол за «Рівер Плейт». У 2014 році Леонель допоміг команді виграти чемпіонат, а також завоювати Південноамериканський кубок і Суперкубок Аргентини. У 2015 році Ванджіоні став володарем Кубка Лібертадорес і Рекопи Південної Америки, а також посів друге місце на клубному чемпіонаті світу.
Влітку 2016 року, після закінчення контракту з «Рівер Плейт» Ванджіоні на правах вільного агента перейшов у італійський «Мілан». 16 січня 2017 року в матчі проти «Торіно» він дебютував у італійській Серії A. Загалом за сезон зіграв 15 ігор у чемпіонаті, але основним гравцем не став.
22 липня 2017 року Леонель перейшов у мексиканський «Монтеррей», підписавши угоду на три роки. Сума трансферу склала 1,7 млн євро. 10 вересня в матчі проти «Некакси» він дебютував у мексиканській Прімері. 1 жовтня в поєдинку проти «Керетаро» Ванджіоні забив свій перший гол за «Монтеррей». З командою став переможцем Ліги чемпіонів КОНКАКАФ у 2019 році, завдяки чому поїхав з командою на клубний чемпіонат світу 2019 року в Катарі, де у чвертьфіналі проти господарів турніру клубу «Ас-Садд» (3:2) забив гол і допоміг клубу вийти до півфіналу. Станом на 17 грудня 2019 року відіграв за команду з Монтеррея 73 матчі в національному чемпіонаті.

## Виступи за збірну
30 вересня 2009 року дебютував в офіційних іграх у складі національної збірної Аргентини в товариському матчі проти Гани (2:0). Згодом у 2012 році зіграв у обох матчах Суперкласіко де лас Амерікас, вигравши цей трофей. Тим не менш це були останні ігри Ванджіоні у складі «біло-блакитних».
| Дата       | Місто        | Господарі | Результат | Гості     | Турнір                            | Голи | Примітки |
| ---------- | ------------ | --------- | --------- | --------- | --------------------------------- | ---- | -------- |
| 30-9-2009  | Кордова      | Аргентина | 2 – 0     | Гана      | товариський матч                  | -    |          |
| 20-9-2012  | Гоянія       | Бразилія  | 2 – 1     | Аргентина | Суперкласіко де лас Амерікас 2012 | -    |          |
| 22-11-2012 | Буенос-Айрес | Аргентина | 2 – 1     | Бразилія  | Суперкласіко де лас Амерікас 2012 | -    |          |
| Усього     |              | Матчів    | 3         |           | Голів                             | 0    |          |

## Титули і досягнення
- Чемпіон Аргентини (1):

«Рівер Плейт»: Фіналь 2014
- Володар Кубка банку Суруга (1):

«Рівер Плейт»: 2015
- Володар Кубка Лібертадорес (1):

«Рівер Плейт»: 2015
- Переможець Рекопи Південної Америки (1):

«Рівер Плейт»: 2015
- Володар Суперкубка Італії (1):

«Мілан»: 2016
- Володар Кубка Мексики (1):

«Монтеррей»: Апертура 2017
- Переможець Ліги чемпіонів КОНКАКАФ (1):

«Монтеррей»: 2019
- Чемпіон Парагваю (1):

«Лібертад»: 2021